# فرانک اوشن
فرانک اوشن (به انگلیسی: Frank Ocean؛ با نام اصلی کریستوفر ادوین بروکس؛ زادهٔ ۲۸ اکتبر ۱۹۸۷) خواننده و ترانه‌سرای آمریکایی است. برخی از منتقدان موسیقی، او را از پیشگامان ژانر آلترناتیو آراندبی می‌دانند. اوشن برنده دو جایزه گرمی و یک جایزه بریت به عنوان بهترین هنرمند مرد بین‌المللی شده و افتخارات دیگری نیز کسب کرده است. هر دو آلبوم استودیویی‌اش در فهرست «۵۰۰ آلبوم برتر تمام دوران‌ها» مجله رولینگ استون (۲۰۲۰) قرار گرفته‌اند.
اوشن فعالیت حرفه‌ای خود را به‌عنوان سایه‌نویس آغاز کرد تا اینکه در سال ۲۰۱۰ به گروه هیپ‌هاپ Odd Future در لس آنجلس پیوست. سال قبل از آن با کمپانی RedZone Entertainment متعلق به تریکی استوارت، زیرمجموعه‌ای از دف جم رکوردینگز، قرارداد بست، اما نخستین میکس‌تیپ خود با نام نوستالژی، اولترا (۲۰۱۱) را به‌صورت مستقل منتشر کرد. نخستین آلبوم استودیویی‌اش با نام کانال نارنجی (۲۰۱۲) ترکیبی از سبک‌های آراندبی و سول بود. این آلبوم در پنجاه و پنجمین مراسم جایزه گرمی نامزد دریافت جایزه آلبوم سال شد و جایزه بهترین آلبوم معاصر شهری را به‌دست‌آورد. تک‌آهنگ اصلی آن، «فکر کردن به تو»، نامزد جایزه گرمی ضبط سال شد. در سال ۲۰۱۳، مجله تایم او را در فهرست تاثیرگذارترین افراد جهان قرار داد.
پس از یک وقفه چهار ساله، اوشن آلبوم بصری بی‌پایان را در سال ۲۰۱۶ منتشر کرد تا به تعهدات قراردادی‌اش با دف جم پایان دهد. تنها یک روز بعد، آلبوم استودیویی دومش به نام بلوند را به‌صورت مستقل منتشر کرد. این آلبوم، که ادامه‌ای بر رویکرد تجربی اوشن بود، تحسین منتقدان را برانگیخت، در صدر جدول بیلبورد ۲۰۰ آمریکا قرار گرفت و در رتبه اول فهرست بهترین آلبوم‌های دهه ۲۰۱۰ مجله پیچفورک جای گرفت. از سال ۲۰۱۷ به بعد، فرانک اوشن تنها گهگاه تک‌آهنگ‌هایی منتشر کرده، به‌عنوان عکاس با مجلات همکاری داشته، برند مدی با نام Homer راه‌اندازی کرده و همچنین Homer Radio را آغاز کرده است. ۱۵ ترانه از او وارد جدول بیلبورد هات ۱۰۰ شده‌اند و چهار مورد از آثارش (تک‌آهنگ یا آلبوم) موفق به دریافت گواهی پلاتین از انجمن صنعت ضبط موسیقی ایالات متحده آمریکا شده‌اند.

## زندگی شخصی
اوشن یک هفته پیش از انتشار آلبومش یک نامه سرگشاده نوشت و در تامبلرش منتشر کرد و اعلام داشت که اولین عشقش یک مرد ۱۹ ساله بوده است. وی اولین خواننده بزرگ آراندبی معاصر است که به‌طور علنی اعلام داشته است که عاشق یک همجنس خودش شده است و این در حالی است که صنعت هیپ هاپ و آراندبی معاصر به هوموفوبیا معروف است. پس از این رویداد، بسیاری اوشن را فردی شجاع لقب دادند؛ همچنین چهره‌های سرشناس موسیقی از جمله مدیر کمپانی دف جم، بیانسه، جی-زی و همچنین اعضای گروه آد فیوچر از جمله تایلر دی کرییتر (لیدر گروه) حمایت خود را از اوشن اعلام کردند.